# Blu (azienda)
Blu S.p.A. è stata, una società di telecomunicazioni italiana, operante nel settore della telefonia mobile e attiva fra il 1999 e il 2002.
All'operatore furono, assegnati i prefissi:380, 388, 389.

## Storia
La società venne fondata il 19 aprile 1999 grazie a una partnership fra Società Autostrade (attraverso Sitec, 32%), British Telecom (20%), Benetton (attraverso la finanziaria Edizione Holding, 9%), Mediaset (9%), Distacom (9%), BNL (7%), Italgas (7%), Caltagirone (7%) e Palatinus.
I servizi furono attivati il 15 maggio 2000, sfruttando la licenza numero 61 rilasciata poco dopo la nascita dal Ministero delle Comunicazioni, valida per le telecomunicazioni attraverso il sistema GSM sulla banda di frequenza 1800 MHz: il segnale con rete propria fu inizialmente irradiato solamente a Milano mentre, nel resto dell'Italia, la trasmissione avvenne con rete GSM di altri operatori grazie a degli accordi di roaming nazionale.
Con 430.000 utenze nel settembre 2000, l'azienda superò l'iniziale obiettivo di raggiungere 350.000 clienti entro la fine dell'anno: ciononostante, il mancato accordo fra British Telecom e gli altri azionisti riguardo alla ripartizione delle azioni mise in forse la partecipazione dell'azienda all'asta per l'assegnazione delle licenze UMTS, inizialmente confermata, per poi essere ritirata il 23 ottobre. La vicenda comportò degli strascichi giudiziari conclusisi nel gennaio 2001, quando il TAR del Lazio annullò la confisca governativa della fideiussione di 4000 miliardi di lire.
Nel frattempo l'azienda continuò il proprio sviluppo lanciando nel dicembre 2000 il servizio GPRS, superando il milione di utenze nel marzo 2001. Malgrado la continua espansione (con 1.900.000 clienti a fine 2001 con una quota di mercato sulle nuove attivazioni del 13%), iniziarono le prime defezioni fra i soci dell'azienda, con Edizione che nel settembre 2001 rinunciò alle proprie quote dopo l'entrata nel gruppo Telecom Italia e Mediaset che nel dicembre 2001 cedette le quote in suo possesso a British Telecom.
L'operatore telefonico entrò così in una fase di progressiva smobilitazione: il 6 agosto 2002 il consiglio d'amministrazione diede il via libera al break-up dell'azienda, optando per la cessione del parco clienti (4% del mercato italiano) e del marchio a Wind, degli impianti di telefonia mobile a TIM, Wind e Vodafone Omnitel, del capitale sociale a TIM e di altri rami aziendali a H3G. Blu spense il suo segnale l'8 ottobre 2002, sparendo definitivamente dal mondo delle telecomunicazioni.